# Francisco Mendoza Bobadilla
Francisco Mendoza Bobadilla, španski rimskokatoliški duhovnik, škof in kardinal, * 25. september 1508, Cuenca, † 28. november 1566.

## Življenjepis
14. februarja 1533 je bil imenovan za škofa Corie.
19. decembra 1544 je bil povzdignjen v kardinala.
27. junija 1550 je bil imenovan za nadškofa Burgosa.